# Cách mạng Đá mới

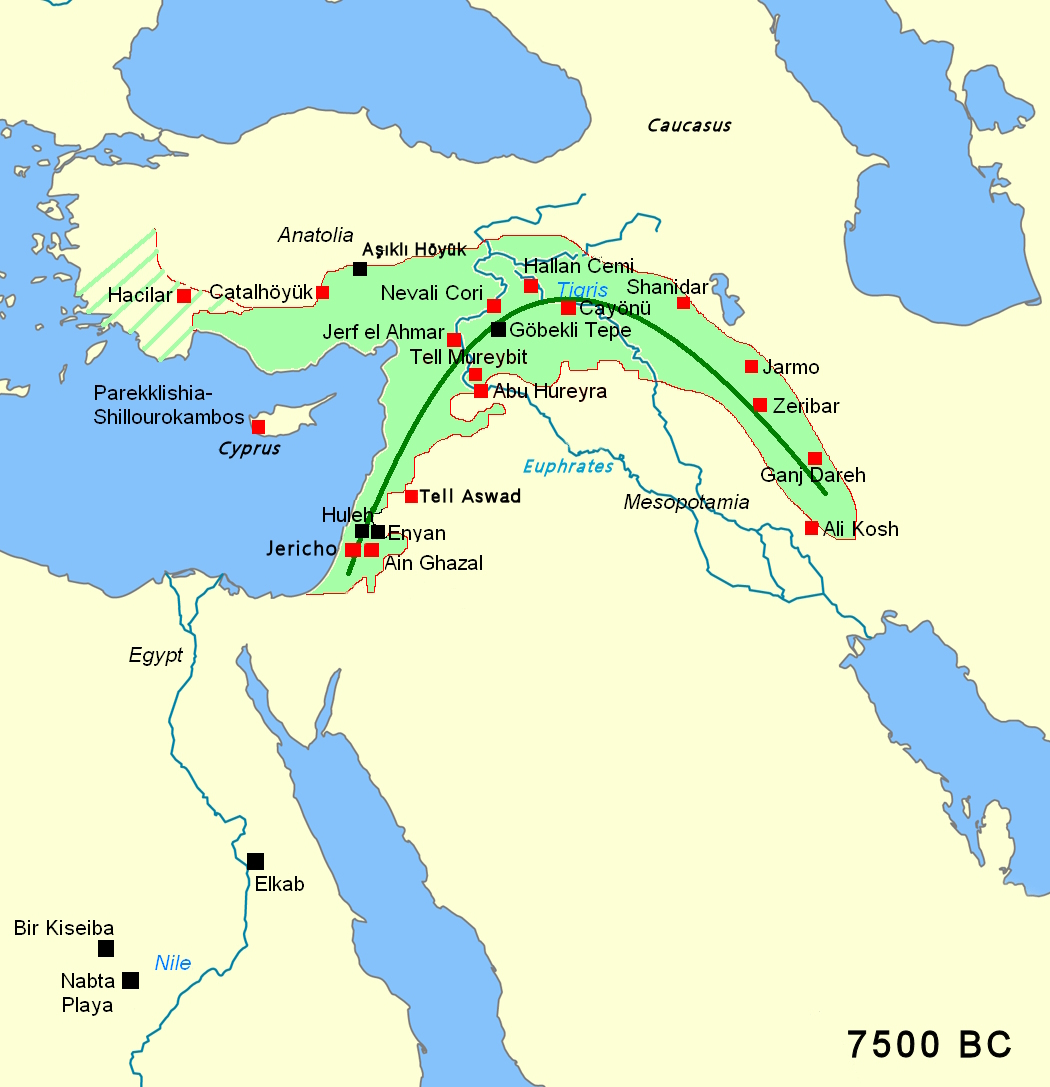
Lược đồ khu vực Lưỡi liềm Màu mỡ khoảng năm 7500 trước Công nguyên với các di chỉ đồ đá mới Tiền đồ gốm được tô đỏ.

Cách mạng Đá mới (tiếng Anh: Neolithic Revolution) hay Cách mạng nông nghiệp lần thứ nhất (tiếng Anh: First Agriculture Revolution) là thuật ngữ chỉ sự chuyển đổi trên quy mô rộng khắp của các nền văn hóa thời đại đồ đá mới, khi mà loài người chuyển từ lối sống dựa vào săn bắt hái lượm sang định canh định cư, tiền để để dân số ngày một tăng lên. Việc lập ra các cộng đồng định cư giúp con người có cơ hội quan sát và thử nghiệm các loài thực vật nhằm tìm hiểu cách thức sinh trưởng và phát triển của chúng. Những tri thức mới mẻ này dẫn đến việc con người thuần hóa được thực vật thành cây trồng.
Các dữ liệu khảo cổ cho thấy hoạt động thuần hóa động - thực vật đã diễn ra tại nhiều địa điểm trên toàn thế giới một cách riêng rẽ, bắt đầu từ thế địa chất Holocene, tức là khoảng 11.700 năm trước. Đây là cuộc cách mạng nông nghiệp đầu tiên có thể kiểm chứng được trong lịch sử nhân loại. Cách mạng Đá mới đã thu hẹp đáng kể sự đa dạng thực phẩm của con người, dẫn đến suy giảm chất lượng dinh dưỡng.
Cách mạng Đá mới không chỉ bó hẹp trong việc tìm ra các kỹ thuật nuôi trồng mới mà trong một thiên niên kỷ tiếp theo, cuộc cách mạng này đã biến các thị tộc săn bắt - hái lượm nhỏ lẻ, du cư thành những cộng đồng định cư trong các làng xã. Những xã hội này đã làm thay đổi hoàn toàn môi trường tự nhiên xung quanh họ thông qua các phương thức chuyên canh cây trồng, hay áp dụng tưới tiêu và phá rừng khiến sản lượng lương thực tăng đến mức dư thừa. Các tiến bộ khác là việc thuần hóa vật nuôi, kỹ thuật làm đồ gốm, kỹ thuật mài bóng công cụ lao động bằng đá và xây nhà theo hình chữ nhật.
Những tiến bộ này là nền tảng để hình thành hệ thống quản lý tập trung, bộ máy chính trị, ý thức hệ phân biệt đẳng cấp, sự phi cá nhân hóa tri thức (ra đời chữ viết), các khu dân cư tập trung đông đúc, sự chuyên môn hóa và phân công trong lao động, thương mại phát triển, nghệ thuật và kiến trúc phát trển, sự tư hữu về tài sản.
Vùng Levant đã manh nha tiến vào Cách mạng Đá mới từ khoảng 10.000 năm TCN, sau đó lan sang các địa điểm ở vùng Lưỡi liềm Màu mỡ. Nền văn minh sớm nhất được ghi nhận trong lịch sử là nền văn minh Sumer ở miền nam khu vực Lưỡng Hà (khoảng 6.500 năm TCN), và sự ra đời của nó cũng báo trước cho sự khởi đầu của Thời đại đồ đồng.

## Bối cảnh
Các cộng đồng săn bắn và hái lượm có mức đủ sống và lối sống khác với các cộng đồng làm nông. Họ du mục và cơ động, di chuyển theo nhóm nhỏ và tiếp xúc hạn chế với các nhóm ngoài. Chế độ ăn của họ rất cân bằng và phụ thuộc vào môi trường mỗi mùa. Nhờ sự ra đời của nông nghiệp, con người giờ có thể hỗ trợ các nhóm lớn hơn, những nhóm làm nông định cư ở những khu có mật độ dân số cao hơn những nhóm săn bắn hái lượm. Sự phát triển của mạng lưới giao thương và các xã hội phức tạp đã khiến họ tiếp xúc với các nhóm bên ngoài.
Tuy nhiên, sự gia tăng dân số không nhất thiết tương quan với sức khỏe cộng đồng được cải thiện. Phụ thuộc vào một loại cây trồng duy nhất có thể ảnh hưởng xấu đến sức khỏe tuy vẫn có thể hỗ trợ dân số lớn. Ngô thiếu một số amino acid thiết yếu (lysine và tryptophan) và nghèo sắt. Axit phytic trong ngô có thể ức chế sự hấp thụ chất dinh dưỡng. Một yếu tố khác ảnh hưởng đến sức khỏe của con người và gia súc được thuần hóa trong các khu định cư nông nghiệp buổi đầu là sự gia tăng số lượng ký sinh trùng. Ký sinh trùng phát triển mạnh do chất thải của con người và các nguồn thực phẩm và nước bị ô nhiễm. Phân bón và công nghệ tưới tiêu làm tăng năng suất cây trồng nhưng cung cấp nơi sinh sản cho ký sinh trùng và vi khuẩn, đồng thời việc lưu trữ các loại hạt thu hút các loài gặm nhấm mang mầm bệnh.

## Chuyển đổi sang nông nghiệp

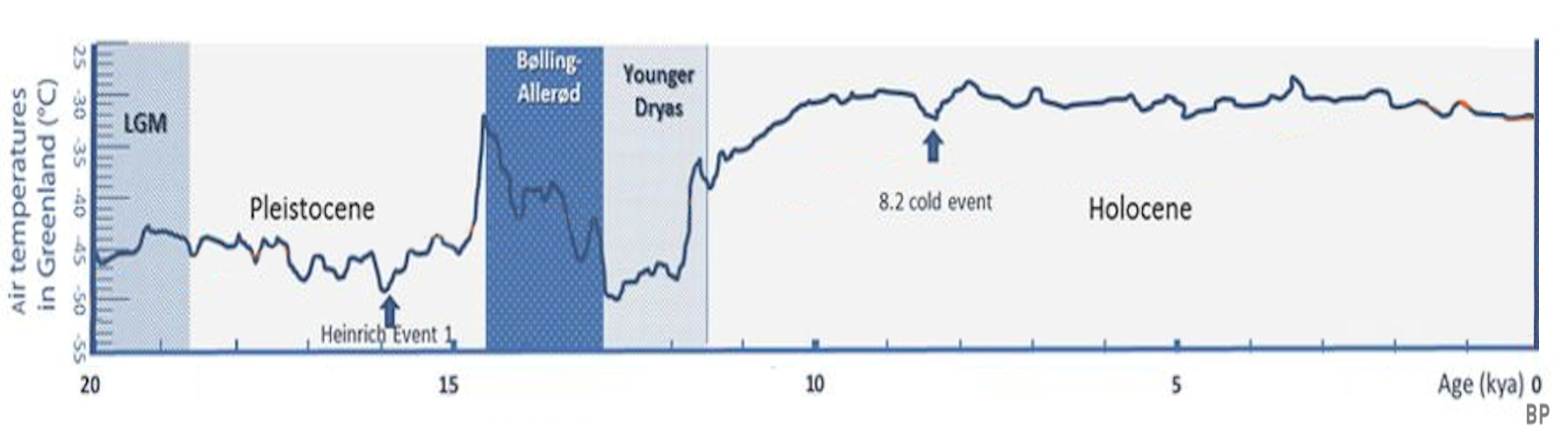
Sự biến đổi nhiệt độ ngay sau cực đại Băng hà cuối cùng (LGM) dựa trên dữ liệu từ các lõi băng Greenland. Sự phát sinh của nông nghiệp tương quan với thời kỳ nhiệt độ tăng nhanh bất thường sau cái lạnh băng giá của sự kiện Younger Dryas và sự bắt đầu của kỷ nguyên ấm dài của thế Toàn Tân.

Bản đồ thế giới thể hiện các trung tâm cội nguồn nông nghiệp và sự lan tỏa của chúng thời tiền sử: Lưỡi liềm Màu mỡ (11,000 BP), đồng bằng Dương Tử và Hoàng Hà (9,000 BP), cao nguyên New Guinea (9,000–6,000 BP), Trung bộ Mexico (5,000–4,000 BP), miền bắc Nam Mỹ (5,000–4,000 BP), châu Phi Hạ Sahara (5,000–4,000 năm trước, địa điểm chính xác chưa biết), miền đông Bắc Mỹ (4,000–3,000 BP).

Thuật ngữ Cách mạng Đá mới được V. Gordon Childe đặt ra trong cuốn sách Man Makes Himself năm 1936. Sự khởi đầu của quá trình này ở các vùng khác nhau được xác định từ 10.000 đến 8.000 TCN ở vùng Lưỡi liềm Màu mỡ và có lẽ là 8000 TCN ở khu nông nghiệp sơ khai Kuk của Melanesia. Sự chuyển biến này ở khắp mọi nơi dường như gắn liền với sự thay đổi từ lối sống chủ yếu là du mục săn bắn hái lượm sang lối sống dựa vào nông nghiệp, định cư hơn, với sự khởi đầu là việc thuần hóa các loài động thực vật khác nhau - tùy thuộc vào sản vật địa phương, và có lẽ cũng chịu ảnh hưởng từ bản sắc văn hóa địa phương. Nghiên cứu khảo cổ học gần đây chứng minh rằng ở một số khu vực như bán đảo Đông Dương chẳng hạn, quá trình chuyển đổi từ săn bắn hái lượm sang nông nghiệp không tuyến tính, mà mang tính chất từng vùng.
Có một số lý thuyết cạnh tranh (nhưng không loại trừ lẫn nhau) về các yếu tố thúc đẩy con người chuyển sang nông nghiệp. Nổi bật nhất trong số này là:
- Giả thuyết Ốc đảo, do Raphael Pumpelly đề xuất vào năm 1908, được V. Gordon Childe phổ biến năm 1928 và được tóm tắt trong cuốn Man Makes Himself của ông.[16] Giả thuyết này cho rằng: khi khí hậu trở nên khô cằn do áp thấp Đại Tây Dương dịch chuyển về phía bắc, phạm vi sống của con người bị thu hẹp quanh các ốc đảo, nơi họ buộc phải sống gần với động vật, sau đó được thuần hóa cùng với thực vật. Tuy nhiên, lý thuyết này ít được ủng hộ do dữ liệu cổ khí hậu cho thấy khu vực này ẩm ướt hơn là khô hạn.[17]
- Giả thuyết Hilly Flank do Robert Braidwood đề xuất năm 1948, cho rằng nông nghiệp bắt nguồn từ các dãy núi Taurus và Zagros với đất đai màu mỡ hỗ trợ nhiều loại động thực vật mà con người có thể thuần hóa.[18]
- Mô hình Lễ hội của Brian Hayden[19] cho rằng nông nghiệp được thúc đẩy bởi sự phô trương quyền lực, chẳng hạn như các buổi tiệc tùng lễ hội đình đám, để tỏ sự thống trị. Sự tập hợp một lượng lớn thực phẩm tại một nơi thúc đẩy công nghệ nông nghiệp.
- Peter Richerson, Robert Boyd, và Robert Bettinger[20] chỉ ra rằng sự phát triển của nông nghiệp tương quan với sự ổn định khí hậu ngày càng tăng của thế Toàn Tân. Cuốn sách của Ronald Wright và loạt bài giảng của Massey A Short History of Progress (Lược sử của sự tiến triển)[21] có phổ biến giả thuyết này.
- Giả thuyết va chạm Younger Dryas được cho là nguyên nhân gây ra sự tuyệt chủng của nhiều loài động vật lớn và kết thúc thời kỳ băng hà cuối cùng, có thể đã gây ra áp lực tiến hóa lên con người để họ phải phát triển nông nghiệp.[22] Bản thân cuộc cách mạng nông nghiệp phản ánh tình trạng dân số quá tải điển hình của một số loài nhất định sau các sự kiện mở màn một thời đại tuyệt chủng; chính sự quá tải dân số đó lại làm lan truyền tuyệt chủng.
- Leonid Grinin lập luận rằng bất kể loại cây trồng nào thì sự phát minh nông nghiệp độc lập luôn diễn ra ở những môi trường tự nhiên đặc biệt (ví dụ như Đông Nam Á). Người ta cho rằng việc trồng cây lương thực bắt nguồn đâu đó ở Cận Đông: trên những ngọn đồi của Palestine hoặc Ai Cập. Vì vậy, Grinin cho rằng niên đại cuộc cách mạng nông nghiệp bắt đầu trong khoảng từ 12.000-9.000 BP, mặc dù trong một số trường hợp, những cây trồng hoặc xương của động vật thuần hóa có tuổi thậm chí còn cổ xưa hơn, cách đây 14-15 nghìn năm.[23]
- Andrew Moore cho rằng cuộc Cách mạng Đá mới thai nghén rất lâu ở vùng Levant, có lẽ đã nhen nhóm kể từ thời đại Đồ Đá Cũ. Trong bài luận "A Reassessment of the Neolithic Revolution" (Đánh giá lại cuộc Cách mạng Đá mới), Frank Hole đào sâu vào lý thuyết về mối quan hệ giữa việc thuần hóa động và thực vật. Ông cho rằng các sự kiện đã xảy ra độc lập tùy vào những di chỉ chưa được khám phá. Ông lưu ý rằng ta chưa tìm thấy di chỉ chuyển tiếp nào lưu lại sự thay đổi từ những gì ông gọi là hệ thống xã hội trả lại tức thời và trả lại trì hoãn. Ông nhấn mạnh rằng tất cả các loài động vật thuần hóa (dê, cừu, gia súc và lợn) chưa xuất hiện cho đến thiên niên kỷ thứ 6 tại Tell Ramad. Hole kết luận rằng "cần phải chú tâm hơn đến các cuộc điều tra trong tương lai ở rìa phía tây của lưu vực sông Euphrates, có lẽ xa về phía nam của Bán đảo Ả Rập, đặc biệt là nơi các wadi mang lượng mưa thế Canh Tân chảy qua."[24]

## Phát triển và lan tỏa

### Vùng Levant

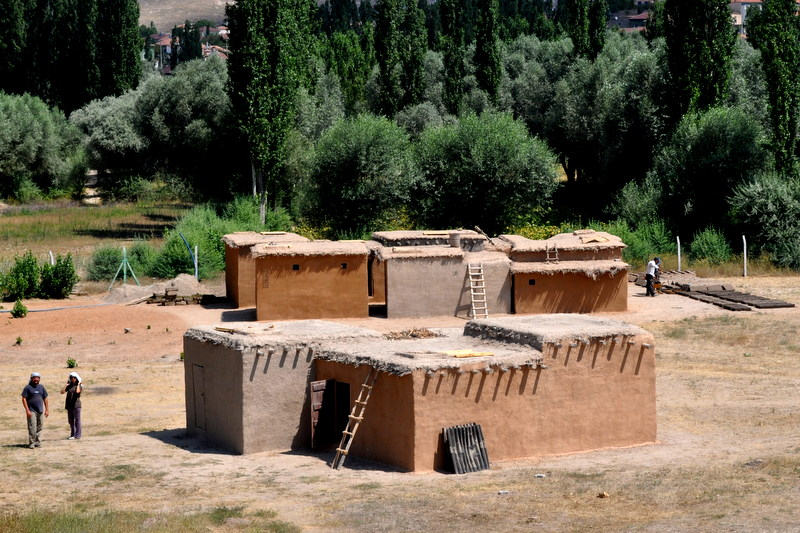
Thời kỳ Đồ đá mới đặc trưng bởi các khu định cư của loài người và phát minh canh tác từ khoảng 10,000 BP. Khôi phục nhà kiểu đồ đá mới tiền đồ gốm B tại Aşıklı Höyük, Thổ Nhĩ Kỳ.

Nông nghiệp xuất hiện đầu tiên ở Tây Nam Á khoảng 10.000–9.000 năm trước. Khu vực này là trung tâm thuần hóa của ba loại cây lương thực (Triticum monococcum, Triticum dicoccum và đại mạch), bốn loại đậu (đậu lăng, đậu Hà Lan, Vicia ervilia và đậu gà) và cây lanh. Thuần hóa là một quá trình chậm chạp diễn ra ở nhiều vùng, và có trước hàng thế kỷ nếu không phải là hàng thiên niên kỷ thời tiền thuần hóa.
Phát hiện số lượng lớn hạt giống và một viên đá mài ở di chỉ Epipalaeolithic Ohalo II, có niên đại khoảng 19.400 BP, cho thấy việc sử dụng thực vật để tiêu thụ và rằng người tiền sử ở Ohalo II đã chế biến hạt thóc để tiêu thụ. Tell Aswad là di chỉ nông nghiệp lâu đời nhất, với loài lúa mì Triticum dicoccum được thuần hóa có niên đại 10.800 BP. Lúa mạch hai hàng được tách vỏ (hulled, two-row barley)-được thuần hóa sớm nhất tại Jericho trong thung lũng Jordan và tại Iraq ed-Dubb ở Jordan. Các di chỉ khác trong hành lang Levantine có bằng chứng sớm về nông nghiệp bao gồm Wadi Faynan 16 và Netiv Hagdud. Jacques Cauvin lưu ý rằng những người định cư ở Aswad không thuần hóa tại địa điểm, mà "đến đây, có lẽ từ vùng Anti-Lebanon lân cận, sở hữu sẵn hạt giống để trồng". Ở vùng Lưỡi liềm màu mỡ phía Đông, bằng chứng về việc trồng cây dại đã được tìm thấy ở Choga Gholan, Iran có niên đại 12.000 BP, cho thấy có nhiều khu vực ở Lưỡi liềm màu mỡ nơi quá trình thuần hóa đã phát triển gần như đồng thời. Văn hóa Qaraoun đồ đá mới nặng đã được xác định tại khoảng năm mươi di chỉ ở Lebanon xung quanh các suối nguồn của sông Jordan, nhưng chưa xác định được niên đại đáng tin cậy.

### Châu Âu

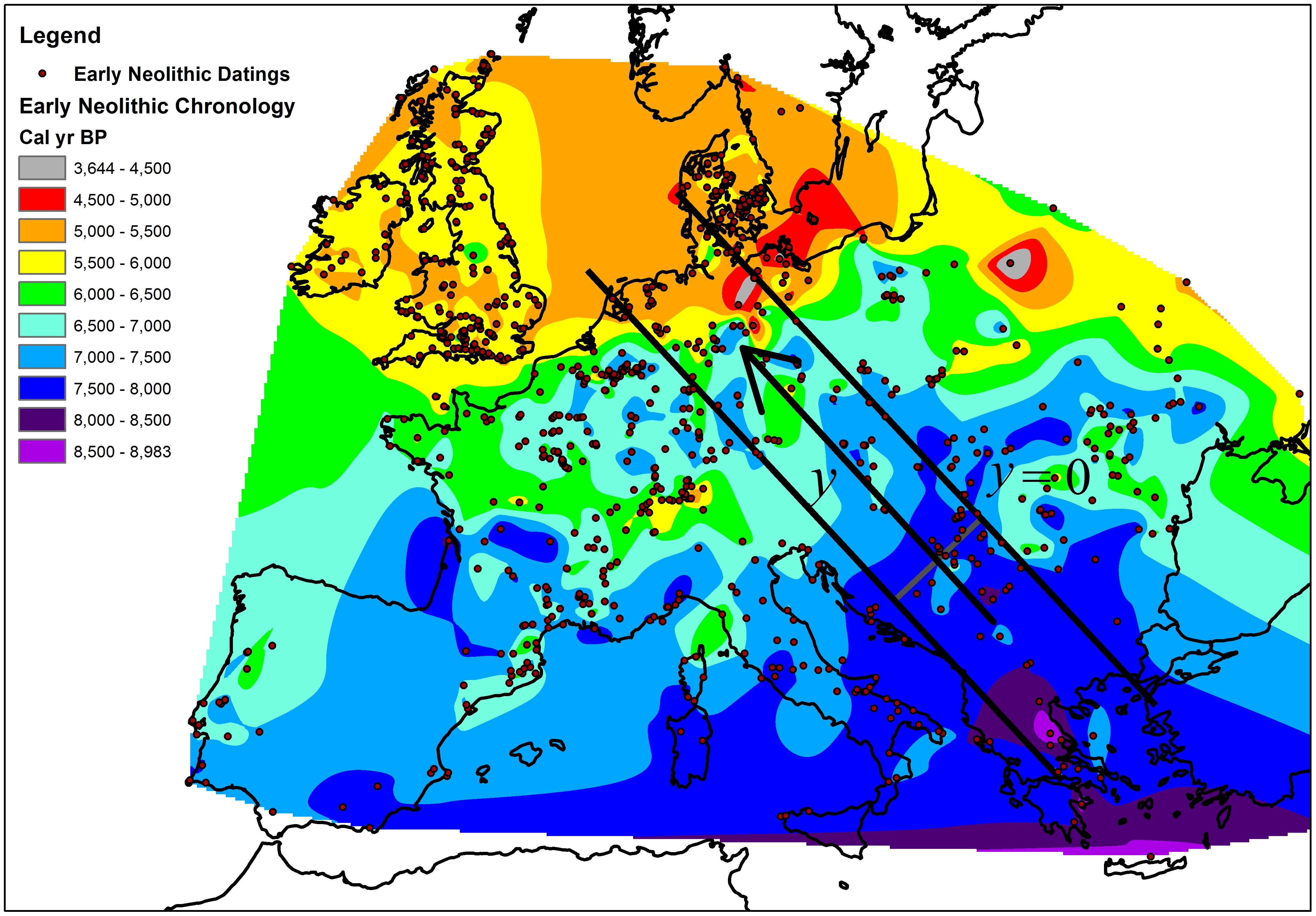
Thời gian của sự lan rộng Đồ đá mới ở châu Âu từ 9,000 tới 3,500 BP

Các nhà khảo cổ lần theo dấu vết sự xuất hiện của các xã hội sản xuất thực phẩm ở khu vực Levant của Tây Nam Á vào cuối thời kỳ băng hà cuối cùng khoảng năm 12.000 TCN, và phát triển thành một số nền văn hóa đặc trưng theo khu vực vào thiên niên kỷ thứ 8 TCN. Dấu tích của các xã hội sản xuất thực phẩm ở biển Aegean có niên đại carbon khoảng vào 6500 TCN tại Knossos, hang Franchthi và một số di chỉ trên đất liền ở Thessaly. Các nhóm đồ đá mới xuất hiện ngay sau đó ở vùng Balkan và trung nam châu Âu. Các nền văn hóa đồ đá mới ở đông nam châu Âu (Balkan và Aegean) thể hiện tính liên tục với các nhóm ở tây nam Á và Anatolia (ví dụ, Çatalhöyük).
Các bằng chứng hiện tại cho thấy văn hóa vật chất thời đồ đá mới đã du nhập vào châu Âu thông qua phía tây Anatolia. Tất cả các di chỉ thời kỳ đồ đá mới ở châu Âu có đồ gốm sứ và các loài động thực vật được thuần hóa ở Tây Nam Á: Triticum monococcum, Triticum dicoccum, đại mạch, đậu lăng, lợn, dê, cừu và gia súc. Dữ liệu di truyền cho thấy rằng không có quá trình thuần hóa động vật độc lập nào diễn ra ở Châu Âu thời kỳ này, và tất cả các động vật thuần hóa ban đầu đều bắt nguồn từ Tây Nam Á. Loài thuần hóa duy nhất không phải từ Tây Nam Á là cây kê Proso, được thuần hóa ở Đông Á. Bằng chứng sớm nhất về làm pho mát có niên đại 5500 TCN ở Kujawy, Ba Lan.
Sự lan tỏa khắp châu Âu, từ Aegean đến Anh, mất khoảng 2.500 năm (6500–4000 BP). Vùng Baltic bị xâm nhập muộn hơn một chút, vào khoảng năm 3500 TCN, và cũng có sự chậm trễ trong quá trình định cư tại đồng bằng Pannonian. Nhìn chung, quá trình thuộc địa hóa theo mô hình "nhảy cóc" do đồ đá mới tiến từ vùng đất phù sa màu mỡ này sang vùng đất phù sa màu mỡ khác, không đi qua các khu vực núi non. Phân tích niên đại carbon chỉ ra rằng các quần thể thời kỳ đồ đá mới và thời kỳ đồ đá giữa sống cạnh nhau trong nhiều thiên niên kỷ ở nhiều khu vực của châu Âu, đặc biệt là ở bán đảo Iberia và dọc theo bờ biển Đại Tây Dương.

#### Bằng chứng đồng vị C14

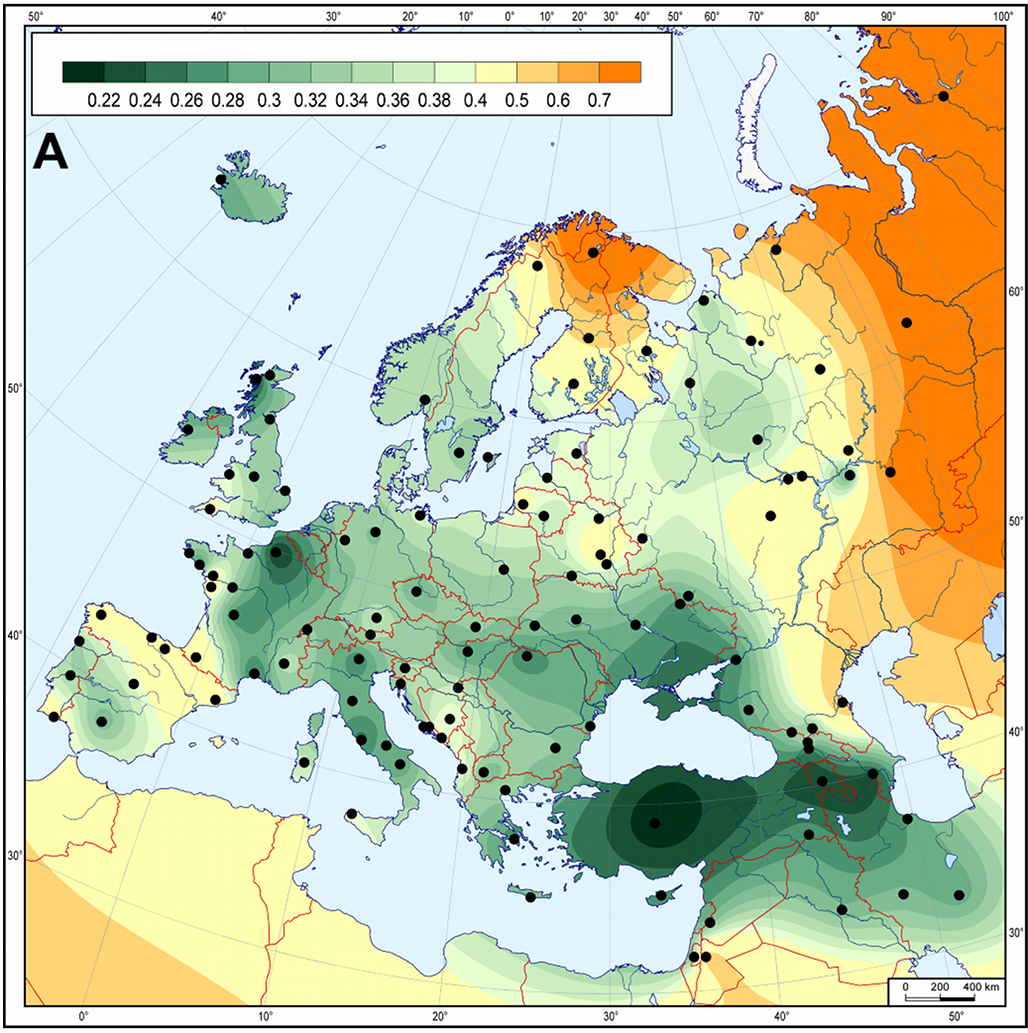
Nông dân châu Âu thời Đồ đá mới có gen gần nhất với các quần thể Cận Đông/Anatolia hiện đại. Khoảng cách di truyền mẫu hệ giữa quần thể văn hóa đồ gốm tuyến tính đồ đá mới châu Âu (5,500–4,900 BP hiệu chỉnh) và quần thể Tây Á-Âu hiện đại.

Sự lan rộng của Đồ đá mới từ vùng Cận Đông đến châu Âu lần đầu tiên được nghiên cứu định lượng vào những năm 1970, khi đã có đủ dữ liệu C14 tính niên đại cho các di chỉ thời kỳ đồ đá mới. Ammerman và Cavalli-Sforza phát hiện ra mối quan hệ tuyến tính giữa tuổi của một di chỉ đồ đá mới sớm và khoảng cách của nó tới ngọn nguồn ở Cận Đông (Jericho), từ đó suy ra rằng đồ đá mới lan truyền với tốc độ trung bình không đổi khoảng 1 km/năm. Nhiều nghiên cứu gần đây xác nhận những kết quả này và tính toán ra tốc độ 0,6–1,3 km/năm với độ tin cậy tới 95%.

#### Phân tích DNA ty thể
Kể từ khi con người bành trướng ra khỏi châu Phi cách đây 200.000 năm, các sự kiện di cư thời tiền sử và lịch sử khác nhau đã diễn ra ở châu Âu. Sự di chuyển của con người bao hàm sự di chuyển hệ quả của các gen của họ, từ cơ sở đó, ta có thể ước tính tác động của những cuộc di cư này thông qua phân tích di truyền của các quần thể người. Các hoạt động nông nghiệp và chăn nuôi bắt nguồn từ 10.000 năm trước ở một vùng Cận Đông được gọi là vùng Lưỡi liềm màu mỡ. Theo hồ sơ khảo cổ học, hiện tượng này, được gọi là "Đồ đá mới", nhanh chóng mở rộng từ các lãnh thổ này sang châu Âu. Tuy nhiên, liệu sự lan tỏa này có đi kèm với sự di cư của con người hay không vẫn còn bị tranh cãi. Tuy vậy, DNA ty thể nắm giữ câu trả lời-một loại DNA thừa kế từ mẹ nằm trong tế bào chất-đã được chiết xuất từ tàn tích của những người nông dân thời kỳ tiền đồ đá mới B (PPNB) ở Cận Đông và sau đó được so sánh với dữ liệu có sẵn từ các quần thể đồ đá mới khác ở châu Âu và cả dân cư từ Đông Nam Âu và Cận Đông hiện đại. Các kết quả thu được cho thấy những cuộc di cư đáng kể của con người có liên quan đến sự lan rộng của đồ đá mới và cho thấy rằng những người nông dân thời đồ đá mới đầu tiên đã đặt chân lên châu Âu theo con đường hàng hải qua đảo Síp và quần đảo Aegean.

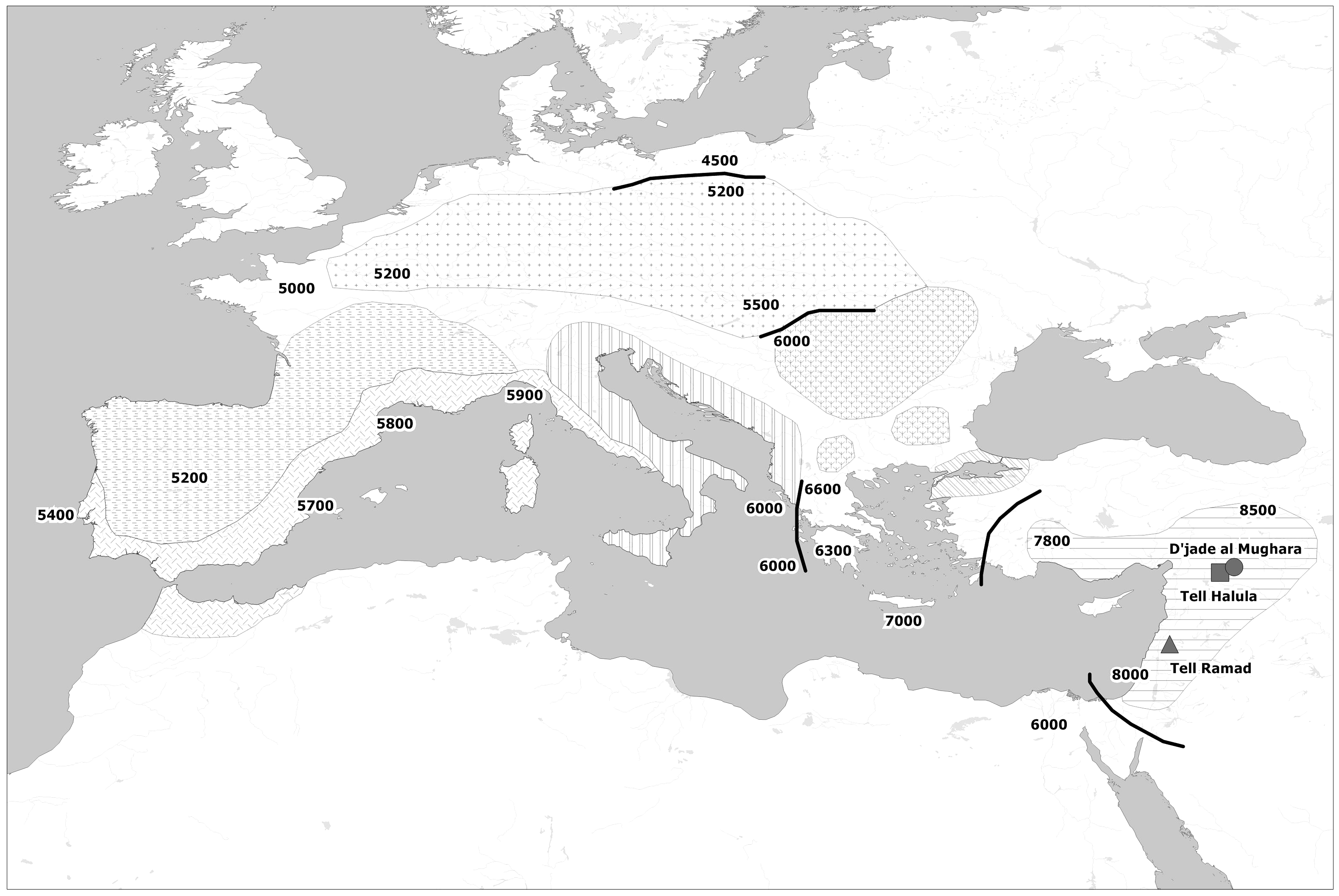
Bản đồ sự lan rộng của các văn hóa Đồ đá mới từ Cận Đông tới châu Âu, với thời gian.
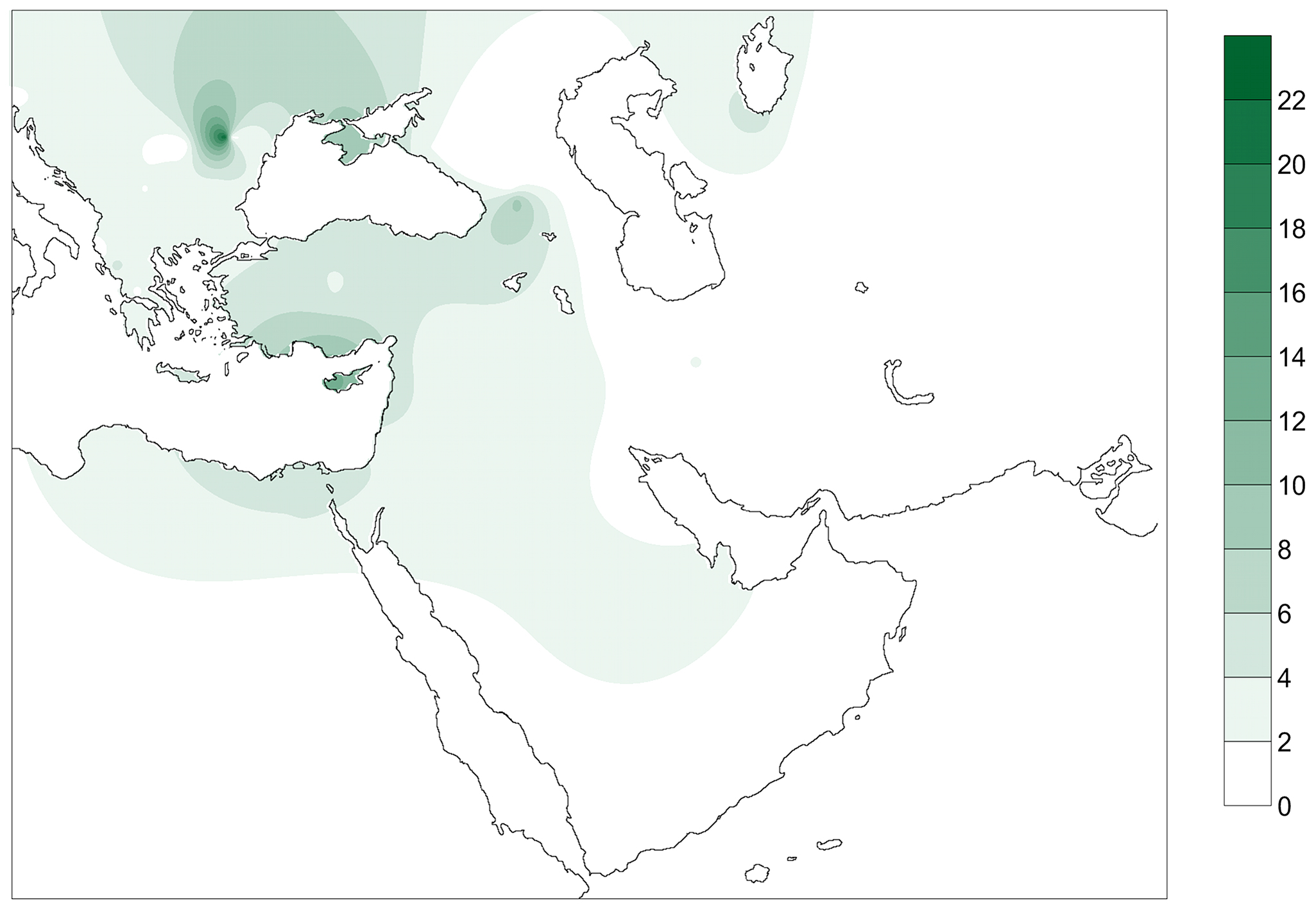
Sự phân bố các haplotype hiện đại của nông dân PPNB
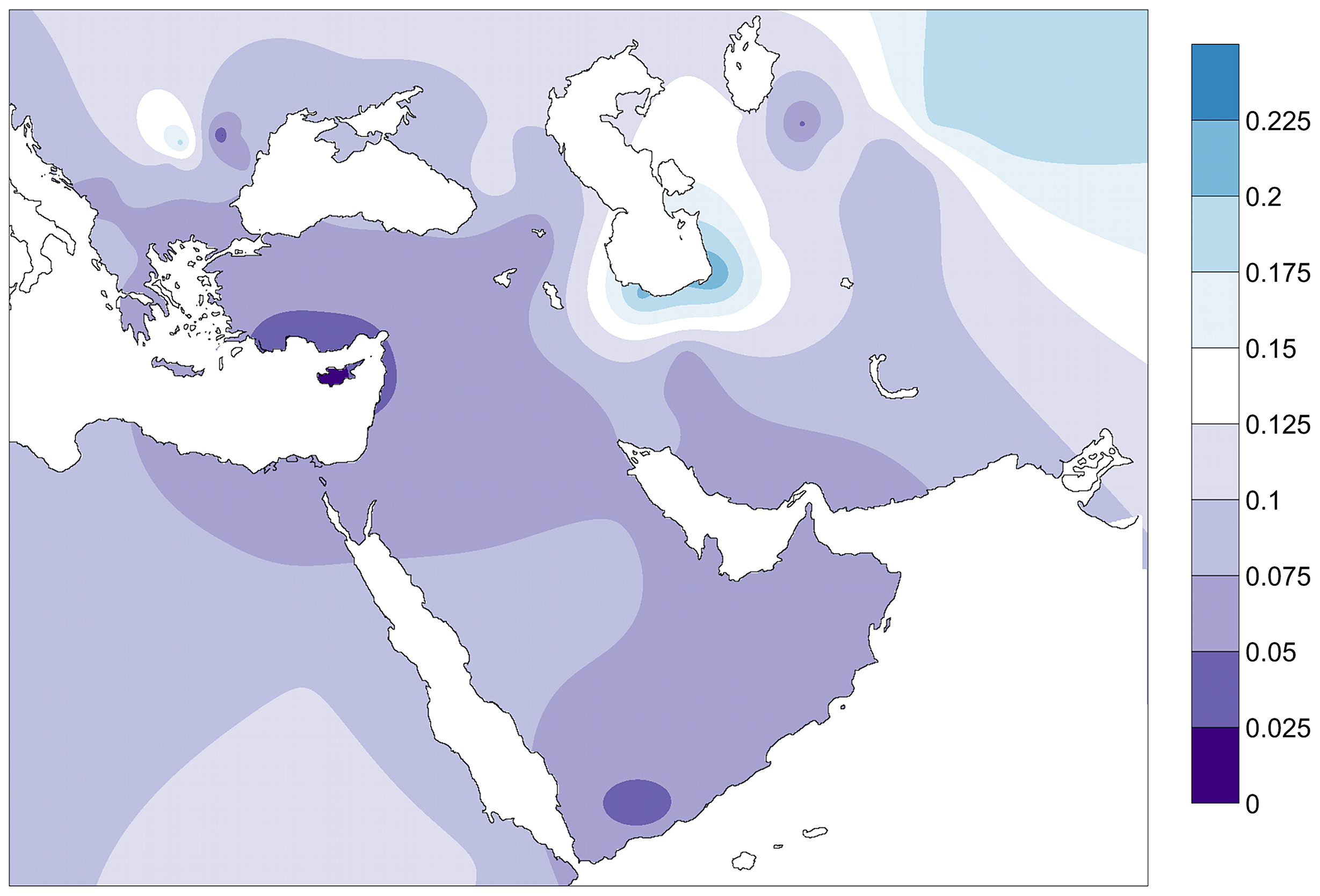
Khoảng cách gen giữa nông dân PPNB và quần thể người hiện đại

### Nam Á
Các di chỉ đồ đá mới sớm nhất ở Nam Á là Bhirrana, Haryana có niên đại 7570–6200 TCN, và Mehrgarh, có niên đại 6500-5500 BP, ở đồng bằng Kachi của Baluchistan, Pakistan; ở đây có bằng chứng về trồng trọt (lúa mì và lúa mạch) và chăn nuôi (gia súc, cừu và dê).
Có bằng chứng mạnh mẽ về mối liên hệ nhân quả giữa thời kỳ đồ đá mới Cận Đông và xa hơn về phía đông, tại Thung lũng sông Ấn. Có một số bằng chứng ủng hộ liên hệ giữa thời kỳ đồ đá mới ở Cận Đông và tiểu lục địa Ấn Độ. Di chỉ tiền sử Mehrgarh ở Baluchistan (Pakistan hiện đại) là di chỉ thời kỳ đồ đá mới sớm nhất ở Tây Bắc Ấn Độ, có niên đại sớm nhất vào năm 8500 TCN. Các loại cây trồng thuần hóa thời kỳ đồ đá mới ở Mehrgarh bao gồm nhiều lúa mạch và một lượng nhỏ lúa mì. Có bằng chứng mạnh cho việc thuần hóa lúa mạch và bò u địa phương tại Mehrgarh, nhưng các giống lúa mì được cho là có nguồn gốc Cận Đông, vì sự phân bố hiện đại của các giống lúa mì hoang dã chỉ giới hạn ở Bắc Levant và Nam Thổ Nhĩ Kỳ. Nghiên cứu bản đồ vệ tinh chi tiết về một số di chỉ khảo cổ ở vùng Baluchistan và Khybar Pakhtunkhwa cũng cho thấy những điểm tương đồng trong giai đoạn đầu của nông nghiệp với các di chỉ ở Tây Á. Đồ gốm được chế tạo theo cách xây dựng tấm liên tục (sequential slab construction), các hố lửa hình tròn bao quanh bởi đá cuội cháy, và các kho thóc lớn rất phổ biến ở cả Mehrgarh và nhiều địa điểm ở Lưỡng Hà. Tư thế của những bộ xương trong các ngôi mộ tại Mehrgarh rất giống với tư thế của những bộ xương ở Ali Kosh trên dãy núi Zagros, miền nam Iran. Bất chấp sự khan hiếm của chúng, các xác định niên đại bằng C14 và khảo cổ học cho các di chỉ thời kỳ đồ đá mới ở Nam Á chỉ đến sự liên tục đáng kể trên toàn khu vực rộng lớn từ Cận Đông đến Tiểu lục địa Ấn Độ, khớp với sự lan tỏa có hệ thống về phía đông với tốc độ khoảng 0,65 km/năm.

### Đông Á

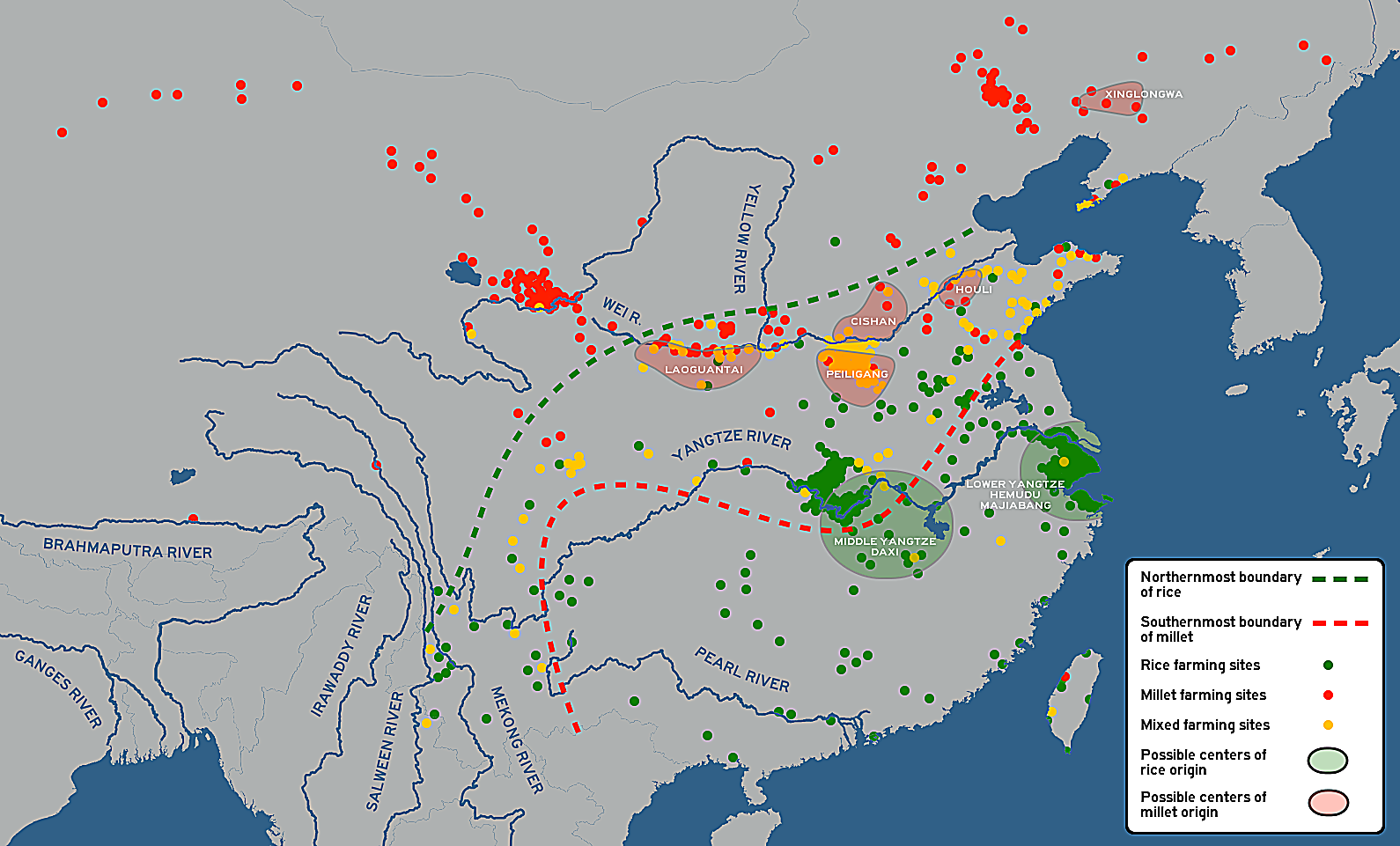
Phân bố không gian của các di chỉ trồng riêng lúa gạo, trông riêng kê và trồng cả hai ở Trung Quốc Đồ đá mới (He et al., 2017)

Nông nghiệp ở Trung Quốc thời kỳ đồ đá mới có thể được chia thành hai khu vực chính, đó là miền Bắc và miền Nam Trung Quốc:
- Trung tâm nông nghiệp thứ nhất ở miền bắc Trung Quốc được cho là quê hương của những người nói ngữ hệ Hán-Tạng nguyên thủy, gắn liền với các nền văn hóa Hậu Lý, Bùi Lý Cương, Từ Sơn và Hưng Long Oa, tập trung quanh lưu vực Hoàng Hà.[43][44] Đây là trung tâm thuần hóa kê vàng (Setaria italica) và kê Proso (Panicum miliaceum) khoảng 8.000 năm trước.[45] Những loài cây này sau đó được gieo trồng rộng rãi ở lưu vực Hoàng Hà (7.500 năm trước).[45] Đậu nành cũng được thuần hóa ở miền bắc Trung Quốc cách đây 4.500 năm.[46] Cam và đào cũng có nguồn gốc từ Trung Quốc, được trồng vào khoảng năm 2500 TCN.[47][48]
- Trung tâm nông nghiệp thứ hai tọa lạc ở miền nam Trung Quốc, tập trung quanh lưu vực sông Dương Tử. Cây lúa được thuần hóa ở vùng này, cùng với phát minh canh tác lúa nước, 13.500 đến 8.200 năm trước.[43][49][50]

Địa điểm nơi lúa gạo được thuần hóa có lẽ là một trong hai nơi. Vùng rất khả thi là hạ lưu sông Dương Tử, được cho là quê hương của người Nam Đảo nguyên thủy và gắn liền với văn hóa Khóa Hồ Kiều, văn hóa Hà Mỗ Độ, văn hóa Mã Gia Banh và văn hóa Tung Dịch. Các đặc trưng vật chất của thời kỳ tiền Nam Đảo bao gồm nhà sàn, chạm khắc ngọc bích và công nghệ đóng thuyền. Chế độ ăn uống của họ gồm quả sồi, năn ngọt, khiếm thực và lợn thuần hóa. Vùng khả thi thứ hai nằm ở trung lưu sông Dương Tử, được cho là quê hương của người Miêu-Dao nguyên thủy và gắn liền với văn hóa Bành Đầu Sơn và văn hóa Đại Khê. Cả hai vùng này đều có dân cư đông đúc và có các mối liên hệ thương mại thường xuyên với nhau, và với những người nói tiếng Nam Á nguyên thủy ở phía tây lẫn những người nói tiếng Kra-Dai nguyên thủy ở phía nam, tạo điều kiện cho kỹ nghệ canh tác lúa nước lan rộng khắp miền nam Trung Quốc.

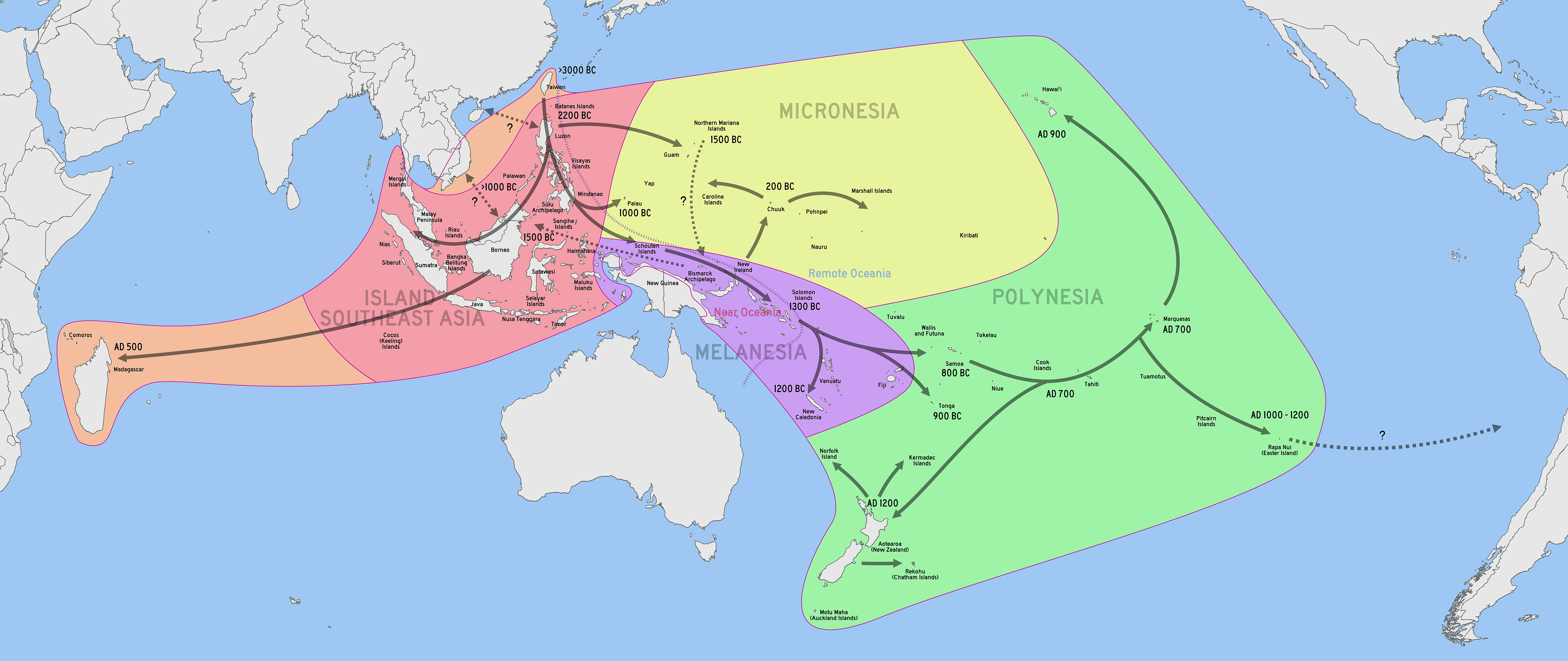
Sự di cư của người Nam Đảo qua Ấn Độ-Thái Bình Dương (Bellwood in Chambers, 2008)

Các nền văn hóa trồng kê và trồng lúa lần đầu tiên tiếp xúc với nhau vào khoảng 9.000 đến 7.000 BP, tạo ra một hành lang trồng cả lúa và kê xen kẽ các nơi chỉ trồng lúa hoặc trồng kê. Vào khoảng 5.500 đến 4.000 BP, ngày càng có nhiều cuộc di cư vào Đài Loan từ các nền văn hóa Nam Đảo Đại Bồn Khanh, mang theo công nghệ trồng lúa và kê. Trong thời kỳ này, có bằng chứng về các khu định cư lớn, trồng lúa thâm canh ở Đài Loan và quần đảo Bành Hồ, có lẽ đã dẫn đến sự khai thác môi trường quá mức. Bellwood (2011) đề xuất rằng đây rất có thể là lí do cho sự mở rộng của người Nam Đảo, bắt đầu với các luồng di cư của họ từ Đài Loan đến Philippines vào khoảng 5.000 BP.
Người Nam Đảo mang công nghệ trồng lúa đến Đông Nam Á hải đảo cùng với các loài thuần hóa khác. Môi trường đảo nhiệt đới mới cũng có những cây lương thực mới mà họ khai thác. Họ mang theo các loài thực vật và động vật hữu ích trong mỗi chuyến đi thuộc địa hóa, kết quả là sự du nhập nhanh chóng của các loài đã được thuần hóa và bán thuần hóa khắp châu Đại Dương. Họ cũng đã tiếp xúc với các trung tâm nông nghiệp sơ khai của các quần thể nói tiếng Papuan ở New Guinea cũng như các quần thể nói tiếng Dravidia ở Nam Ấn và Sri Lanka vào khoảng 3.500 BP. Người Nam Đảo lấy được các giống cây trồng như chuối và tiêu tại đây, và đổi lại, họ dạy người bản địa cách canh tác đất ngập nước và chế tác xuồng vượt biển. Vào thiên niên kỷ 1 CN, họ đã di cư tới tận Madagascar và Comoros, mang theo cây lương thực của Đông Nam Á bao gồm lúa gạo đến Đông Phi.

### Châu Phi
Ở châu Phi, ba khu vực được xác định là đã phát triển độc lập nông nghiệp: cao nguyên Ethiopia, Sahel và Tây Phi. Ngược lại, nông nghiệp ở Thung lũng sông Nile được cho là đã phát triển từ cuộc Cách mạng Đá mới ban đầu ở vùng Lưỡi liềm Màu mỡ. Nhiều viên đá mài được tìm thấy tại các di chỉ văn hóa Sebilian và Mechian của Ai Cập sơ khai và bằng chứng đã được tìm thấy về một nền kinh tế dựa trên cây trồng thuần hóa thời kỳ đồ đá mới có niên đại khoảng 7.000 BP. Không giống như Trung Đông, những nơi này là "bình minh lỗi" của nông nghiệp, vì các di chỉ này sau đó bị bỏ hoang và việc canh tác lâu dài sau đó bị trì hoãn cho đến năm 6.500 BP với các nền văn hóa Tasian và Badarian và sự xuất hiện của các loại cây trồng và vật nuôi từ Cận Đông.
Chuối và chuối nấu ăn, được thuần hóa đầu tiên ở Đông Nam Á, rất có thể là Papua New Guinea, được thuần hóa lại ở châu Phi sớm nhất là 5.000 năm trước. Khoai từ và khoai môn cũng được trồng ở châu Phi.
Cây trồng nổi tiếng nhất được thuần hóa ở vùng cao nguyên Ethiopia là cà phê. Ngoài ra, lá khát, Ensete ventricosum, Guizotia abyssinica, Eragrostis tef và kê chân vịt cũng được thuần hóa ở vùng cao nguyên Ethiopia. Các loại cây trồng được thuần hóa ở vùng Sahel bao gồm cao lương và Pennisetum glaucum. Hạt côla lần đầu tiên được thuần hóa ở Tây Phi. Các cây trồng khác được thuần hóa ở Tây Phi bao gồm lúa châu Phi, khoai và cọ dầu.
Nông nghiệp lan rộng đến Trung và Nam Phi trong cuộc mở rộng Bantu trong suốt thiên niên kỷ 1 TCN đến thiên niên kỷ 1 CN.

### Châu Mỹ
Ngô, đậu và bí là những cây trồng sớm nhất được thuần hóa ở Trung Bộ châu Mỹ, với ngô bắt đầu từ khoảng 4000 TCN, bí vào khoảng 6000 TCN, và đậu có ước tính muộn nhất vào 4000 TCN. Khoai tây và sắn được thuần hóa ở Nam Mỹ. Ở khu vực miền đông Hoa Kỳ, những người Mỹ bản địa đã thuần hóa hướng dương, Iva annua và Chenopodium vào khoảng năm 2500 TCN. Cuộc sống làng mạc định canh dựa vào nông nghiệp không phát triển cho đến thiên niên kỷ thứ 2 TCN, được gọi là Thời kỳ Hình thành.

### New Guinea
Bằng chứng về các rãnh thoát nước tại đầm lầy Kuk ở biên giới Tây và Nam Cao nguyên Papua New Guinea cho thấy con người ở đây trồng khoai môn và nhiều loại cây trồng khác, có niên đại 11.000 BP. Hai loài có giá trị kinh tế tiềm năng là khoai môn (Colocasia esculenta) và khoai mỡ (Dioscorea sp.), đã được xác định có niên đại ít nhất là 10.200 năm trước thời điểm hiện tại (BP hiệu chỉnh). Các bằng chứng khác về chuối và mía có niên đại từ 6.950 đến 6.440 TCN. Đây là giới hạn theo cao độ của những loại cây trồng này, và người ta cho rằng việc trồng trọt những loài này trong giới hạn sinh thái ở vùng đất thấp có thể còn sớm hơn. CSIRO đã tìm thấy bằng chứng cho thấy khoai môn du nhập vào quần đảo Solomon từ 28.000 năm trước, khiến khoai môn trở thành cây trồng sớm nhất của con người. Nó dường như đã dẫn đến sự lan truyền của ngữ hệ Liên New Guinea từ phía đông New Guinea sang quần đảo Solomon và phía tây sang Timor và các khu vực lân cận của Indonesia. Điều này dường như xác nhận giả thuyết của Carl Sauer, người viết cuốn "Agricultural Origins and Dispersals" từ năm 1952, đề xuất rằng vùng này là một trung tâm nông nghiệp thời cổ đại.

## Hệ quả

### Thay đổi xã hội

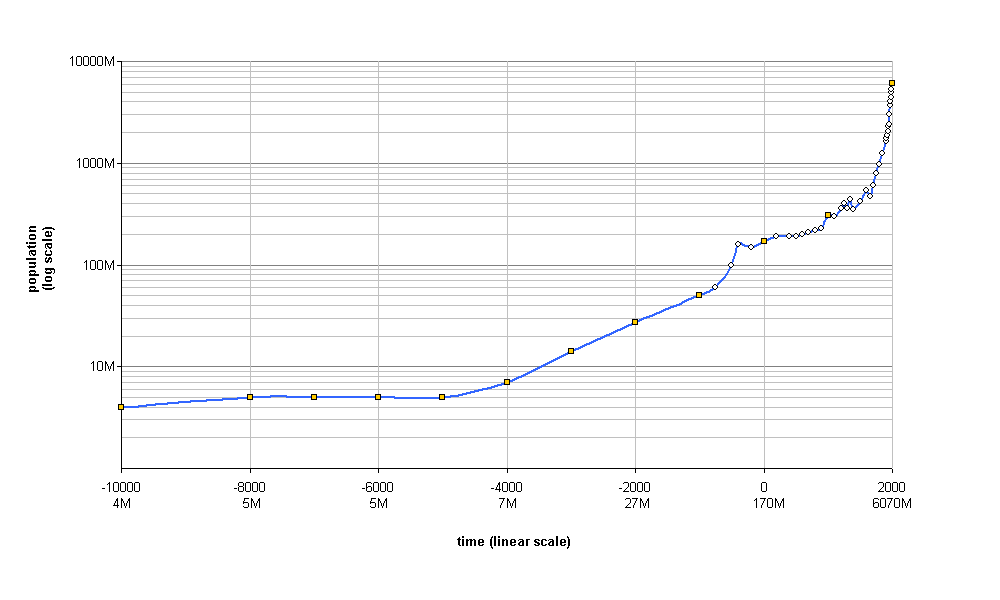
Dân số thế giới (ước lượng) không tăng trưởng cho tới hàng thiên niên kỷ sau cuộc cách mạng.

Mặc dù có tiến bộ công nghệ đáng kể, cuộc Cách mạng Đá mới không dẫn đến sự gia tăng dân số nhanh chóng ngay lập tức. Những lợi ích của nó dường như bị bù trừ bởi nhiều tác động bất lợi khác, kiểu như bệnh tật và chiến tranh.
Sự ra đời của nông nghiệp không nhất thiết dẫn đến những tiến bộ rõ rệt. Tiêu chuẩn dinh dưỡng của các quần cư thời đồ đá mới thấp hơn nhiều so với các cộng đồng săn bắn hái lượm. Một số nghiên cứu dân tộc học và khảo cổ học kết luận rằng sự chuyển đổi sang chế độ ăn dựa trên ngũ cốc gây ra sự giảm tuổi thọ và tầm vóc, làm tăng tỷ lệ tử vong ở trẻ sơ sinh, phát triển các bệnh truyền nhiễm, phát triển các bệnh mãn tính, viêm sưng hoặc thoái hóa (như béo phì, tiểu đường loại 2, bệnh tim mạch) và thiếu hụt nhiều chất dinh dưỡng như vitamin, sắt, khoáng chất dùng để phát triển xương và răng (gây ra bệnh loãng xương và còi xương). Chiều cao trung bình của con người giảm từ 178 cm ở nam và 168 cm ở nữ xuống còn lần lượt 165 cm và 155 cm. Phải cho đến thế kỷ 20, chiều cao trung bình mới trở lại mức trước Cách mạng Đá mới.
Quan niệm truyền thống cho rằng sản xuất lương thực nông nghiệp hỗ trợ dân số đông hơn, do đó hỗ trợ các cộng đồng định cư lớn hơn, rồi dẫn đến tích lũy hàng hóa công cụ, rồi con người chuyên môn hóa với nhiều hình thức lao động mới. Sự phát triển của các xã hội lớn hơn dẫn đến sự phát triển của nhiều sự lựa chọn mới và tổ chức nhà nước. Thặng dư lương thực phân tầng giai cấp xã hội: giới tinh hoa không tham gia vào nông nghiệp, công nghiệp hoặc thương mại, nhưng lại thống trị cộng đồng bằng nhiều phương tiện khác và độc quyền sự ra quyết định (decision making). Học giả Jared Diamond (trong cuốn Thế giới cho đến ngày hôm qua) cho rằng sự dư thừa của sữa và hạt ngũ cốc cho phép các bà mẹ nuôi dạy đồng thời cả trẻ lớn (3 hoặc 4 tuổi) và trẻ nhỏ. Kết quả là dân số có thể tăng nhanh hơn. Diamond, đồng tình với các học giả nữ quyền như V. Spike Peterson, cho rằng nông nghiệp gây ra sự chia rẽ xã hội sâu sắc và khuyến khích bất bình đẳng giới. Sự cải tổ xã hội này được các nhà lý thuyết lịch sử, như Veronica Strang, truy vết thông qua tiến trình mô tả thần học. Strang so sánh các vị thần nước trước và sau cuộc Cách mạng Nông nghiệp Đồ đá mới, đáng chú ý nhất là Thần Vệ nữ của Lespugue và các vị thần Hy La như Circe hoặc Charybdis: vị thần trước được tôn sùng và kính trọng, còn các vị thần sau thống trị và chinh phục. Lý thuyết này được bổ sung bởi giả thiết được chấp nhận rộng rãi của Parsons rằng "xã hội luôn là đối tượng của sự sùng bái tôn giáo", lập luận rằng với sự tập quyền của nhà nước và buổi bình minh của thế Nhân Sinh, các vai trò trong xã hội trở nên hạn chế hơn và được hợp lý hóa thông qua tác động điều hòa của tôn giáo; một quá trình được kết tinh trong tiến trình phát triển từ đa thần giáo đến độc thần giáo.

### Các cuộc cách mạng tiếp theo

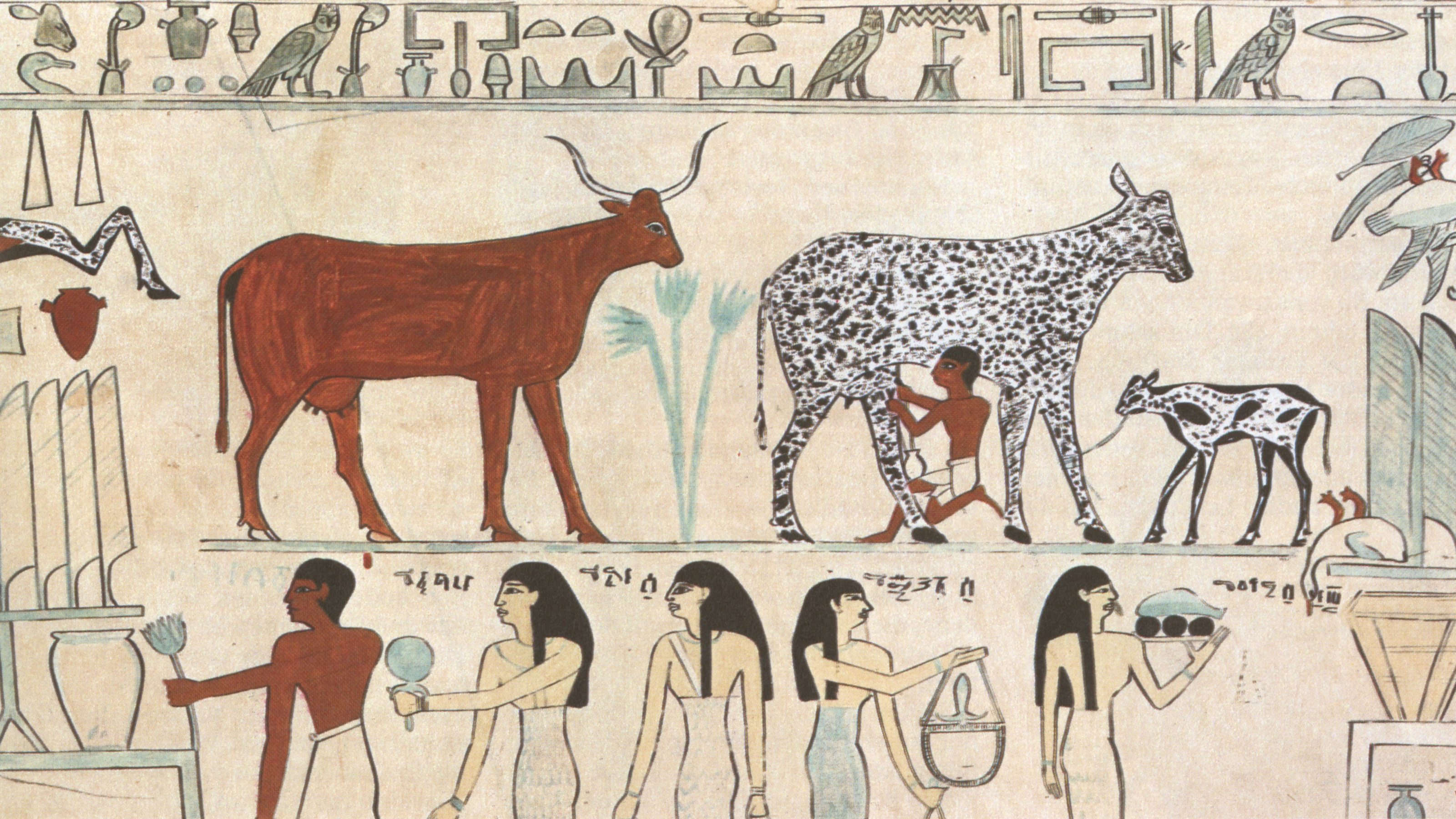
Người Ai Cập cổ đại vắt sữa bò thuần hóa

Andrew Sherratt lập luận rằng sau Cách mạng Đá mới là giai đoạn khám phá thứ hai mà ông gọi là cuộc cách mạng sản phẩm thứ cấp. Động vật có vẻ như lần đầu tiên được thuần hóa thuần túy để cung cấp thịt. Cuộc cách mạng sản phẩm thứ cấp diễn ra khi con người nhận ra rằng động vật cũng cung cấp một số sản phẩm hữu ích khác, bao gồm:
- da thú (từ động vật chưa được thuần hóa)
- phân bón (từ phân của động vật đã được thuần hóa)
- len (từ cừu, lạc đà không bướu, alpaca và dê Angora)
- sữa (từ dê, gia súc, bò Tây Tạng, cừu, ngựa và lạc đà)
- lực kéo (từ bò, lừa hoang Trung Á, lừa, ngựa, lạc đà và chó)
- hỗ trợ con người canh gác và chăn gia súc (chó)

Sherratt cho rằng giai đoạn này cho phép con người tận dụng năng lượng của vật nuôi theo những cách mới, đồng thời cho phép canh tác thâm canh lâu dài và sản xuất cây trồng, mở ra các vùng đất nghèo nàn hơn để trồng trọt. Nó cũng tạo ra hiện tượng mục súc ở những khu vực bán khô cằn, rìa sa mạc, và dẫn đến việc thuần hóa cả lạc đà một bướu và lạc đà Bactria. Việc chăn thả quá mức ở những khu vực này, đặc biệt là bởi những đàn dê, khiến hoang mạc lan rộng.

### Chế độ ăn và sức khỏe
So với những người hái lượm, chế độ ăn của nông dân thời kỳ đồ đá mới có hàm lượng carbohydrate cao hơn nhưng lại thiếu chất xơ, vi chất dinh dưỡng và protein. Điều này dẫn đến sự gia tăng tần số răng sâu, kìm hãm tăng trưởng thời thơ ấu và gia tăng lượng mỡ tích trữ trong cơ thể. Các nghiên cứu liên tục phát hiện ra rằng dân số trên khắp thế giới trở nên thấp lùn hơn sau khi chuyển sang nông nghiệp. Xu hướng này trở nên trầm trọng do chế độ ăn theo mùa vụ và làm tăng nguy cơ đói kém nếu mất mùa.
Trong suốt quá trình phát triển của các xã hội định cư, dịch bệnh lây lan nhanh hơn so với thời kỳ mà các xã hội săn bắn hái lượm tồn tại. Vệ sinh không sạch sẽ và việc thuần hóa động vật có thể lý giải cho sự gia tăng số người chết và bệnh tật sau cuộc Cách mạng Đá mới, do dịch bệnh lây lan từ động vật sang người. Một số ví dụ về điều này là bệnh cúm, bệnh đậu mùa và bệnh sởi. Hệ gen vi sinh vật cổ đại chỉ ra rằng tổ tiên trực tiếp của chủng vi khuẩn Salmonella enterica đã lây nhiễm cho quần thể nông dân trên khắp Tây Á-Âu lục địa 5.500 năm về trước, cung cấp bằng chứng phân tử cho giả thuyết cuộc cách mạng này đã gây ra dịch bệnh lây lan. Đúng theo mô hình chọn lọc tự nhiên, những người đầu tiên thuần hóa động vật có vú lớn đã nhanh chóng có được hệ đề kháng đối với bệnh tật vì qua mỗi thế hệ, những cá thể có miễn dịch tốt hơn có cơ hội sống sót cao hơn. Trong khoảng 10.000 năm gần gũi của họ với các loài động vật, chẳng hạn như bò, người Âu-Á và châu Phi đã có sức chống cự lại nhiều mầm bệnh mà người thổ dân ở châu Mỹ hay những nơi khác không có. Ví dụ, dân số ở các vùng biển Caribê và một số quần đảo Thái Bình Dương đã hoàn toàn bị xóa sổ bởi dịch bệnh. 90% hoặc hơn dân số châu Mỹ bản địa đã bị tàn phá bởi các dịch bệnh châu Âu và châu Phi sau các chuyến thám hiểm của thực dân châu Âu. Một số nền văn minh như Đế quốc Inca sở hữu loài động vật có vú lớn đặc hữu là llama, nhưng sữa của chúng không được uống bởi con người và không chung sống gần với con người nên nguy cơ lây nhiễm bệnh còn hạn chế. Theo nghiên cứu khảo cổ sinh học, ảnh hưởng của nông nghiệp đối với sức khỏe thể chất và răng miệng ở các xã hội trồng lúa Đông Nam Á từ 4000-1500 BP không bất lợi như ở các vùng khác trên thế giới.